# Noduri și semne
Noduri și semne este un volum de poezii al poetului român Nichita Stănescu publicat în 1982.  Pentru că este anul în care moare tatăl poetului, cartea are subtitlul „Recviem la moartea tatălui meu”. 
Acest volum de versuri apărut în 1982 are ilustrații semnate de Sorin și Doina Dumitrescu.

## Cuprins
Volumul conține următoarele poezii:
- Semn 1
- Nod 1
- Semn 2
- Nod 2
- Nod 3
- Prin tunelul oranj
- Nod 4
- Nod 5
- Nod 6
- Semn 3
- Semn 4
- Nod 7
- Prin tunelul oranj
- Semn 5
- Semn 6
- Nod 8
- Nod 9
- Nod 10
- Prin tunelul oranj
- Nod 11
- Nod 12
- Semn 7
- Nod 13
- 13 februarie
- Semn 8
- Nod 14
- Semn 9
- Semn 10
- Nod 15
- Prin tunelul oranj
- Nod 16
- Semn 11
- Nod 17
- Nod 18
- Nod 19
- Nod 20
- Semn 12
- Semn 13
- Nod 21
- Nod 22
- Semn 14
- Nod 23
- Semn 15
- Nod 24
- Prin tunelul oranj
- Semn 16
- Nod 25
- Nod 26
- Semn 17
- Nod 27
- Semn 18
- Nod 28
- Tunelul oranj
- Semn 19
- Semn 20
- Semn 21
- Nod 29
- Nod 30
- Nod 31
- Ars poetica
- Nod 32
- Semn 22
- Semn 23
- Tonul
- Nod 33